# Grand Theft Auto Advance
Grand Theft Auto Advance (скор. GTA Advance) — двовимірна відеогра з серії Grand Theft Auto від Rockstar Games жанру пригодницького бойовика, випущена 26 жовтня 2004 для портативної гральної консолі Game Boy Advance.
У грі використовується вигляд камери «зверху» — такий кут огляду використовувався в перших двох частинах серії, Grand Theft Auto і Grand Theft Auto 2, однак присутні елементи, які вперше були представлені тільки в тривимірних іграх серії: додаткові місії (такі, як «Поліцейський» і «Швидка допомога»), графічний інтерфейс і велика кількість видів зброї.

## Ігровий процес

Геймплей гри

### Місце дії
Дія гри відбувається в Ліберті-Сіті — вигаданому мегаполісі, який також є місцем дії в багатьох інших іграх серії. У ранніх анонсах гри повідомлялося, що GTA Advance буде портом GTA III, проте в ході розробки (точний час прийняття рішення невідомо) ця ідея була відхилена, можливо, через технічні обмеження консолі і нестачі часу, необхідного для перенесення ігрових місій в двомірне оточення.
В результаті гра була випущена як передісторія GTA III, час дії — за рік до подій третьої частини. Так як сюжет розгортається в Ліберті-Сіті, в GTA Advance  гравець подорожує по знайомих місцях, виконаним у типовому для серії урбаністичному стилі. Однак розташування різноманітних секретів гри таких, як «Спалахи люті» (англ. «Rampages»), заховані пакети і трампліни, було змінено, тому гравцям, знайомим з Ліберті-Сіті, буде необхідно досліджувати світ гри заново. Три острова, на яких розташовується місто, зазнали деяких змін і всі елементи, які було неможливо реалізувати в двомірної грі, виключили, через що в GTA Advance відсутні похилі поверхні, тунелі і метро.

## Сюжет
Майк — дрібний злочинець, який працює з напарником Вінні. Разом вони хочуть виїхати з Ліберті-Сіті і повернутися до звичайного життя, покинувши кримінальний світ, але раптово перед від'їздом Вінні пропонує виконати завдання мафії Леоне. Під час однієї з місій Вінні гине. Майк, для якого Вінні був другим батьком, ставить перед собою завдання помсти.
Його відплата веде до його переходу в інші організації такі, як Ярді, Колумбійці і Якудза. Кожна банда має свої угруповання, представників, ворогів і союзників таких, як 8-Ball (разом з ним Клод втече по мосту Каллахан) і друг Вінні — Стів, який даватиме Майку завдання, які допомагають дізнатися правду про смерть Вінні.
В останній сцені гри Майк дізнається, що Вінні підробив свою смерть, і Майк випадково вбиває Вінні в пориві люті, коли дізнається про те, що Вінні ще живий і підставив його. Протягом наступних місій 8-Ball буде арештований владою. Після вбивства Вінні Майк збігає з Ліберті-Сіті на літаку Чіско (колумбійського наркоторговця).

## Оцінки та відгуки
| Агрегатор    | Оцінка |
| ------------ | ------ |
| GameRankings | 70%    |
| Metacritic   | 68/100 |

| Видання       | Оцінка |
| ------------- | ------ |
| Game Informer | 7.5/10 |
| GameSpot      | 6.5/10 |
| IGN           | 8.5/10 |

Grand Theft Auto Advance отримала змішані відгуки. На GameRankings гра має рейтинг 70 % на основі 41 рецензії. На Metacritic гра отримала 68 зі 100 на основі 33 рецензій.